# Odina-Moschee

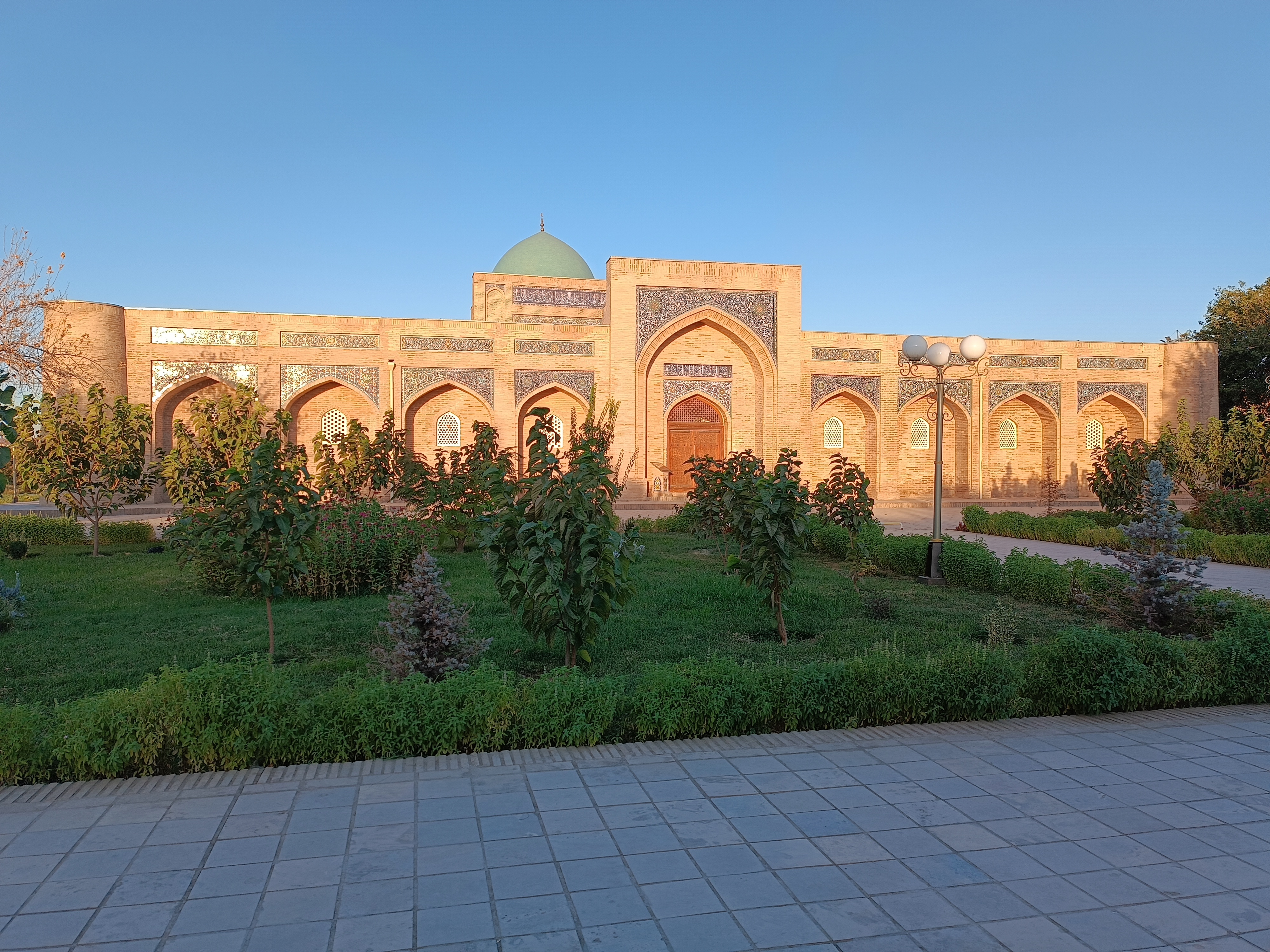
Odina-Moschee

Die Odina-Moschee ist ein historisches architektonisches Denkmal, das in der Stadt Qarshi in der Viloyat Qashqadaryo erhalten geblieben ist. Dieses Denkmal ist in die nationale Liste der materiellen Kulturerbestätten von republikanischer Bedeutung Usbekistans aufgenommen.

## Geschichte
Die Moschee Odina wurde im Jahr 1380 während der Herrschaft von Timur erbaut, an der Stelle des zerstörten Palastes von Kebek-Khan. Im 16. Jahrhundert wurde sie von Abdullah II., einem Vertreter der Schaibaniden-Dynastie, umgebaut. Die Moschee gilt als eines der historischen Wahrzeichen, die Teil des Registan-Ensembles sind.
Die Moschee war eine Frauenmoschee. Neben ihr befand sich eine Frauen-Madrasa – die einzige Bildungseinrichtung für Frauen in dieser Region. In der Madrasa wurden Frauen in Wissenschaften und Religion unterrichtet. Die Menschen kamen in die Moschee, um zu beten. Ein solcher religiöser Komplex war einzigartig in Zentralasien und hatte nichts Vergleichbares. Im Jahr 1868, während des Einmarsches der Truppen des zaristischen Russlands, wurde die Iwan der Moschee bombardiert und zerstört. Die Moschee wurde in sowjetischer Zeit geschlossen und zunächst als Lagerhaus und 1938 als Gefängnis genutzt. In den Jahren der Unabhängigkeit wurde das Gefängnis an einen anderen Ort verlegt, und die Moschee wurde als Objekt des materiellen und kulturellen Erbes registriert.
Das architektonische Denkmal ist gemäß dem Dekret des Präsidenten der Usbekistan „Über Maßnahmen zur grundlegenden Verbesserung der Tätigkeit im Bereich des Schutzes von Objekten des materiellen Kulturerbes“ vom 19. Dezember 2018, Nr. PQ-4068, in die nationale Liste unbeweglichen Eigentums von Objekten des materiellen und kulturellen Erbes Usbekistans aufgenommen. Auf Initiative von Präsident Shavkat Mirziyoyev und gemäß dem Dekret des Präsidenten Usbekistans vom 8. Oktober 2020 wurde die Odina-Moschee vollständig restauriert und im Jahr 2021 ein Museum zur Erinnerung an die Opfer von Verfolgungen eingerichtet. Die Moschee befindet sich heute im Odina-Park in der Altstadt von Qarshi.